# Thomas Christos
Thomas Christos ist ein Pseudonym, das von den Autoren Thomas Niermann und Christos Yiannopoulos für zwei Kinderbücher der Ein Dschinn für alle Fälle-Reihe mit Bildern von Regina Kehn benutzt wurde. Seit 2011 benutzt Christos Yiannopoulos das Pseudonym allein.
Von Niermann und Yiannopoulos gibt es noch ein weiteres gemeinsames Buch mit dem Titel Held der Arbeit, jedoch wurde das Pseudonym bei dem Buch nicht benutzt.

## Veröffentlichungen
- Panik in New York. Fischer Schatzinsel Verlag, 2007, ISBN 978-3-596-85263-5.
- Das Geheimnis der Pyramide. Fischer Schatzinsel Verlag, 2008, ISBN 978-3-596-85295-6.[2]
- Orbis Abenteuer – Ein kleiner Roboter büxt aus. Fischer Schatzinsel Verlag, 2011, ISBN 978-3-596-85435-6.
- Sina Säbelzahn und das Dino-Ei. Fischer Schatzinsel Verlag, 2013, ISBN 978-3-596-85589-6.
- Die Rosenkohlbande, Dotbooks, 2014, ISBN 978-3-95520-106-7.
- Orbis Abenteuer, ein kleiner Roboter lässt es scheppern. Fischer, Frankfurt am Main 2014, ISBN 978-3-596-85665-7.
- Buddy Cool, vom Loser zum Gewinner. Fabulus Verlag, ISBN 3944788508.
- 1965 – Der erste Fall für Thomas Engel. Blanvalet 2019, ISBN 978-3-7645-0719-0.
- 1966 – Ein neuer Fall für Thomas Engel. Blanvalet 2021, ISBN 978-3-7645-0737-4.